# Romeo und Julia auf dem Dorfe (film, 1941)
Pour plus de détails, voir Fiche technique et Distribution.
Romeo und Julia auf dem Dorfe (titre français : Roméo et Juliette au village) est un film suisse réalisé par Hans Trommer (de) et Valerien Schmidely, sorti en 1941.
Il s'agit d'une adaptation de la nouvelle du recueil Die Leute von Seldwyla (Les Gens de Seldwyla) de Gottfried Keller.

## Synopsis
Depuis la petite enfance, Vreneli Marti et Sali Manz sont amis et passent souvent leur temps libre à jouer ensemble. Mais leurs pères se disputent pour un champ dont le propriétaire est mort à la guerre. Seul son fils illégitime, qu'on a toujours appelé "le violoniste noir", pourrait revendiquer la propriété, mais il est rejeté à coups de pierre par les deux paysans. Le champ en friche est vendue aux enchères, et Albert Manz parvient à l'acquérir. Mais comme le père Marti l'a acquis illégalement, il est mis sous scellé. Ainsi a lieu une longue bataille juridique qu'aucun des deux vieux coqs de combat ne veut abandonner.
La première prédiction du Violoniste noir se produit : Le long procès ruine les deux adversaires. Mme Marti meurt, et les deux enfants Vreneli et Sali sont séparés à cause du conflit. Après avoir grandi, ils se retrouvent de nouveau. Vreneli est devenue une femme gracieuse que Sali épie. Les Sali sont contraints de renoncer à la ferme et à s'installer en ville où ils ouvrent un restaurant minable. Sali et Vreneli et leurs parents se croisent, les pères se bagarrent, les enfants ont du mal à les séparer. Sali et Vreneli retrouvent le lien qu'ils avaient enfants mais celui-ci se transforme, maintenant qu'ils sont adultes.
Le lendemain, le père Marti est absent, Sali en profite pour parler à Vreneli. Dans un champ de maïs, ils déclarent chacun leur amour. Mais ici, ils sont surpris par Marti qui bat sa fille dans une grande colère à cause de cette réunion. Sali intervient et donne un coup de pierre à la tête du père Marti. La blessure a rendu le père Marti impotent, Vreneli doit vendre la ferme familiale. Mais avant de devoir se séparer, Vreneli et Sali veulent ensemble passer une journée ensemble pleine de joie. Cette belle journée se termine par une danse au « Paradiesgärtli », un restaurant touristique pour les pauvres. Le violoniste, pour blaguer, organise un faux mariage et prend Vreneli et Sali. À la fin du jeu, ils se rendent compte qu'ils ne peuvent pas vivre l'un sans l'autre. Le son de la rivière les attire, ils se lancent dedans et sont entraînés par le courant. Après que le brouillard se dissipe, leur barque est retrouvée vide.

## Fiche technique
- Titre : Romeo und Julia auf dem Dorfe
- Réalisation : Hans Trommer (de), Valerien Schmidely
- Scénario : Hans Trommer, Horst Budjuhn (non crédité) / Dialogues de Rudolf Hägni et Ernst W. Schwegler (non crédités), d'après la nouvelle homonyme de Gottfried Keller, tiré du recueil « Die Leute von Seldwyla » (Braunschweig, 1856)
- Musique : Jack Trommer, interprétée par l’Orchestre de la Suisse Romande, dirigé par per Dolf Zinnsstag
- Chorégraphe : Gilbert Baur
- Décors : Fritz Butz, Walter Zollinger
- Directeur de la photographie : Ady Lumpert
- Assistants opérateurs : Louis M. Stillhart, Otto Ritter
- Ingénieur du son : Charles Métain
- Montage : Irene Widmer, Käthe Mey
- Producteur et directeur de production : Conrad Arthur Schlaepfer / Producteur associé : Otto Streicher (non crédité)
- Société de production : Pro-Film
- Société de distribution : Emelka Film
- Pays d'origine :  Suisse
- Langue : suisse allemand
- Format : Noir et blanc - 1,37:1 - Mono - 35 mm
- Genre : Drame
- Durée : 102 minutes

Tournage : de juin au 30 septembre 1941
- Dates de sortie :
  -  Suisse : 8 novembre 1941 (Cinéma Rex, Zurich)
  -  France : 14 décembre 1945[1].

## Distribution
- Margrit Winter (de) : Vreneli Marti
- Erwin Kohlund (de) : Sali Manz
- Johannes Steiner : Albert Manz
- Emil Gyr : Le père Marti
- Emil Gerber: Le Violoniste noir
- Walburga Gmür : Mme Manz
- Anni Dürig : Mme Marti
- Ella Kottusch : Elise
- Dorli Zäch : Vreneli enfant
- Richard Schuhmacher : Sali enfant
- Ursula von Wiese (de) : Emmi, la serveuse
- Fred Lucca : Le vagabond
- Louis Mattlé : L'avocat
- Hans Fehrmann : Le représentant du district
- Max Röthlisberger (de) : L'ami de Sali
- Gustav Gnehm : un client
- Jimmy Ramp : un garçon

## Source de la traduction
- (de) Cet article est partiellement ou en totalité issu de l’article de Wikipédia en allemand intitulé « Romeo und Julia auf dem Dorfe (1941) » (voir la liste des auteurs).